# Ельза (Дісней)
Ельза Арендельська (англ. Elsa of Arendelle) — вигаданий персонаж, який з'являється в анімаційному фентезійному фільмі «Крижане серце» студії «Walt Disney Animation Studios», включаючи його сиквел «Крижане серце 2». Головна героїня франшизи «Крижане серце».
Створена співавторами сценарію та режисерами Крісом Баком і Дженніфер Лі, значною мірою заснована на головній героїні «Снігової королеви», данської казки Ганса Крістіана Андерсена. У екранізації Disney вона представлена як принцеса вигаданого скандинавського королівства Арендель, спадкоємиця престолу та старша сестра Анни. Ельза має магічну здібність створювати та керувати кригою і снігом. Вона ненавмисно створює в Аренделі вічну зиму увечері своєї коронації. Протягом фільму вона намагається контролювати та приховувати свої здібності, а потім, зі звільненням себе від своїх страхів, ненавмисно завдає шкоди іншим, особливо своїй молодшій сестрі.
Персонаж Снігової королеви нейтральний, але холоднокровний і безсердечний в оригінальній казці та лиходій у численних адаптаціях цього персонажа, виявився складним для екранізації через своє прозоре зображення. Декілька кінопродюсерів, включаючи Волта Діснея, намагалися розвинути персонажа, але низка запланованих екранізацій була відкладена, коли вони не змогли розкрити характер героїні. Бак та його співрежисер Дженніфер Лі зрештою змогли вирішити дилему, зобразивши Ельзу та Анну сестрами. Боротьба Анни — зовнішня, а Ельзи — внутрішня. Це спричинило те, що Ельза була поступово переписана як симпатичний, неправильно зрозумілий персонаж.
Ельза отримала переважно позитивні відгуки від рецензентів, які похвалили її складний характер та вразливість. Мензел також здобула широку похвалу за її вокальне виконання Ельзи, особливо за виконання пісні «Let It Go».

## Розробка
Спроби екранізувати казку Ганса Крістіана Андерсена «Снігова королева» були зроблені ще в 1937 році Волтом Діснеєм. Казка зосереджується на двох дітях, одній, на ім'я Герда, яка послужила основою для принцеси Анни, та іншій, на ім'я Кай, який був «проклятий негативом» після того, як його очі були пронизані осколками скла з зачарованого дзеркала, а пізніше був викрадений Сніговою Королевою. Однак Дісней намагався створити правдоподібну, багатовимірну адаптацію головної героїні казки, яка мала бути лиходійкою. У казці вона описується як «жінка, одягнена у вбрання з білої марлі, яке виглядало як мільйони зоряних сніжинок, пов'язаних між собою. Вона була світлою і прекрасною, але зробленою з крижаного блискучого льоду. Проте вона була живою, і її очі виблискували, як яскраві зірки, але в їхньому погляді не було ні миру, ні спокою». Дісней не зміг знайти спосіб зробити Снігову Королеву більш реальною і врешті-решт відмовився від планів зйомок фільму.
Пізніше кілька керівників кінокомпанії докладали зусиль для реалізації проєкту, зокрема Пол і Ґаєтан Бріцці, Дік Зондаґ, Ґлен Кін і Дейв Ґетц. У 2011 році режисер Кріс Бак розпочав роботу над ще однією спробою екранізації і також зіткнувся з проблемами, пов'язаними з образом Снігової Королеви. Продюсер Пітер Дель Вечо пояснив, що це було пов'язано насамперед з тим, що вона не була рельєфною і занадто ізольованою, не мала особистих зв'язків. Як наслідок, вони не могли пояснити її мотивацію. Після того, як було запропоновано кілька змін, хтось із команди сценаристів запропонував зробити Снігову Королеву сестрою Анни. «Як тільки ми зрозуміли, що ці персонажі можуть бути рідними сестрами і мати стосунки, все змінилося», — розповідає Дель Вечо.
Снігову королеву, якій тепер дали ім'я Ельза, продовжували зображати як лиходійку, а в травні 2013 року Дісней випустив наступний синопсис «Крижаного серця»:
Коли Анна проклята своєю відчуженою сестрою, холоднокровною Сніговою Королевою, єдина надія Анни зняти прокляття — вижити в небезпечній, але захопливій подорожі через крижаний і невблаганний ландшафт. Разом із суворим мандрівником, який шукає гострих відчуттів, його однорогим оленем та нещасним сніговиком, Анна мусить змагатися з часом, підкорювати стихії та битися з армією грізних сніговиків, якщо вона сподівається розтопити своє замерзле серце.
Більш ранні рукописи містили більш антагоністичні дії Ельзи, такі як навмисне прокляття Аренделя вічною зимою. Крім того, показано, як вона створює армію сніговиків, подібну до оригінальної армії сніжинок Снігової королеви; комедійний персонаж Олаф на той час був написаний як менший сніговик, якого Ельза вигнала за те, що він був занадто страхітливим. Однак протягом двох місяців сценарій був змінений, щоб підкреслити відсутність у Ельзи контролю над своїми силами. Олаф був зменшений до єдиного сніговика, створеного Ельзою, і натомість слугує нагадуванням про дружбу сестер у дитинстві. В остаточній версії Ельза створює єдину гігантську снігову істоту, яку Олаф називає «Зефір», щоб вона виконувала роль охоронця після того, як її затаврували як монстра за її сили. За словами режисера Дженніфер Лі, персонаж зрештою став більше схожим на Кая та Снігову Королеву, що зробило її образ більш симпатичним. Дель Вечо додала: «Бувають моменти, коли Ельза робить лиходійські вчинки, але, оскільки ви розумієте, звідки вони беруться, звідки прагнення захистити себе, ви завжди можете поставити себе на місце Ельзи.»